# Georgi Ivanov
Georgi Ivanov, původním jménem Kakalov (* 2. červenec 1940 Loveč, Bulharsko), je bývalý bulharský kosmonaut, zapojený do programu Interkosmos. Do vesmíru letěl v roce 1979.

## Život
Oba pradědečkové bojovali proti Turkům, jeden zahynul, druhý skončil na nucených pracích na Kypru. Georgiho otec byl elektroinženýrem. On sám se po ukončení základní školy věnoval parašutismu, bezmotorovému létání. V roce 1959 byl přijat na Vysokou leteckou školu Georgi Benkovského, kterou absolvoval roku 1964 s vyznamenáním. Jako voják z povolání se stal instruktorem a získal kvalifikaci vojenský pilot – instruktor I. třídy. V době, kdy byl přijímán mezi budoucí kosmonauty pro program Interkosmos, měl za sebou 1000 letů. Oženil se a se svou paní má jedno dítě. Jeho náhradníkem ve výcvikovém středisku byl Bulhar Alexandr Panajotov Alexandrov, který se do kosmu dostal o devět let později.

## Let do vesmíru
Do kosmu se dostal v roce 1979 na lodi Sojuz 33 ve funkci inženýra výzkumníka. Start byl na kosmodromu Bajkonur. Velitele mu dělal kosmonaut Nikolaj Rukavišnikov. Při přibližovací letové operaci během 17. obletu Země k orbitální stanici Saljut 6 však došlo k závadě na hlavním motoru Sojuzu, v té době byli 7 km od stanice. Řídící středisko letů v Kaliningradu u Moskvy, dalo po celonoční poradě pokyn se vrátit, což se bez problémů po dvou dnech letu stalo s pomocí padáků v kabině lodi na území Kazachstánu, asi 320 km od Džezkazganu. Let trval 47 hodin.
- Sojuz 33 ( 10. dubna 1979 – 12. dubna 1979)

## Po letu do kosmu
Dosáhl hodnosti generálmajora. Dne 10. října 2005 byl na mezinárodním setkání desítek kosmonautů ASE 2005 v USA, v roce 2007 byl na XX. světovém setkání kosmonautů ve Skotsku.